# 豊能町立光風台小学校
豊能町立光風台小学校（とよのちょうりつ こうふうだいしょうがっこう）は、大阪府豊能郡豊能町にある公立小学校。
豊能町西部の新興住宅街に位置している。

## 沿革
住宅地の開発に伴い、東能勢村立吉川小学校（1977年4月1日町制施行により豊能町立吉川小学校に改称）から分離する形で、豊能町の町制施行と同時の1977年4月1日に開校した。当初は豊能町立吉川中学校の旧校舎を仮校舎としたが、1978年には現在地に校舎が発足している。
その後さらに児童数が増加したため、1982年には豊能町立東ときわ台小学校を分離している。
2024年より、2年間豊能町立吉川中学校が同じ敷地に同居する形になる。（2年後の「小中一貫校の開校」によるものである。）

## 通学区域
- 豊能町 吉川（保の谷）、光風台、新光風台。

卒業生は基本的に豊能町立吉川中学校に進学する。

## 交通
- 能勢電鉄妙見線 光風台駅